# 陈褒 (汉朝)
陈褒（？—？），字伯仁，庐江郡舒县（今安徽省桐城市东北）人，东汉时期人物。
陈褒开始担任尚书，汉和帝永元十四年（102年），阴皇后被指控施用巫蛊。汉和帝让中常侍张慎与尚书陈褒审讯核实。六月廿二，阴皇后被废。汉安帝永宁元年（120年）十月十六日，司空李郃免官。十月二十日，将卫尉、陈褒任命为司空。延光元年（122年）四月十九，因为地震，汉安帝将司空陈褒免官。五月初七，将宗正、彭城人刘授任命为司空。